# Godło Sahary Zachodniej

Godło Sahary Zachodniej zostało zaprojektowane przez Front Polisario, niepodległościowy ruch w Saharze Zachodniej.
Godło przedstawia dwa skrzyżowane karabiny z flagami Sahary Zachodniej. Ponad nimi umieszczono półksiężyc oraz gwiazdę, będące symbolami islamu. Wokół godła znajdują się gałązki oliwne. Na dole umieszczona jest wstęga z mottem w języku arabskim: "حرية ديمقراطية وحدة" (Wolność, demokracja, jedność).